# Stenotarsus ruficollis
Stenotarsus ruficollis es una especie de coleóptero de la familia Endomychidae.

## Distribución geográfica
Habita en Irian Jaya (Indonesia).